# The Jayhawks
The Jayhawks són una banda de country rock alternatiu que va sorgir de l'escena de la música de la ciutat de Minneapolis, als Estats Units, durant la dècada de 1980. El seu country rock era influent en moltes bandes que les regles del circuit de ciutats bessones durant els anys 1980 i 1990 com Uncle Tupelo, the Gear Daddies i the Honeydogs.
Han publicat 11 àlbums, inclòs cinc amb la discogràfica American Recordings. Després d'una pausa entre el 2005 a 2009, la banda publicà un àlbum, Mockingbird Time, al setembre de 2011. Després d'una altra pausa, en aquest cas breu, l'alineació de la gira del 1997 es van reunir per tocar concerts el 2014, per donar suport a la reedició de tres discos editats entre el 1997 i 2003. Des de llavors, el grup s'han anat trobant per girar i gravar discos: Live at The Belly Up, el 2015; Paging Mr. Proust, produït per Peter Buck, el 2016; Black Roads and Abandoned Motels, el 2018 i XOXO el 2020.

## Història

### Anys de fundació i primers èxits (1984–1995)
The Jayhawks es van formar el 1984 pels músics de Minneapolis, Mark Olson (veu i guitarra) i Caleb Palmiter (baix), afegint Tommy Rey (bateria) en els seus primers concerts. El 1985, el trio va incorporar un nou membre passant a ser 4:Olson (veu i guitarra), Steve Retzler (guitarra), Marc Perlman (baix) i Norm Rogers (bateria). El mateix any s'incorpora Gary Louris (guitarra i veu) que relleva Retzler.
El seu primer àlbum, The Jayhawks, es va publicar amb Bunkhouse Records, una petita discogràfica independent, el 1986. Rogers va deixar el grup i el va substituir Thad Spencer. Durant els següents anys van treballar en demos buscant aconseguir un contracte amb una discogràfica gran. Durant aquest període, Louris va deixar la banda breument i Dan Gaarder el va reemplaçar. Una vegada va retornar Louris i les demos gravades entre 1986 i el 1989 van crear Blue Earth, publicat amb Twin Tone el 1989. Després de girar pels EUA, Spencer va deixar el grup i va ser substituit el 1988 per Ken Callahan, qui es va quedar amb la banda fins al 1993.

El 1992, the Jayhawks van publicar el seu primer àlbum amb una discogràfica gran Def American, Hollywood Town Hall. L'àlbum va ser produït per Drakoulias i enregistrat principalment a Los Angeles i a Pachyderm Recording Studio a Minnesota. Encara que Louris la guitarra borrosa era al forefront, un clar folksy la influència també emergia en Olson i Louris songwriting. L'àlbum era exitós, powered pel sol "Esperant pel Sol", i va portar el Jayhawks una base d'aficionat més ampla. Afegint Karen Grotberg en teclats i vocals, la banda va anar de viatge extensament.
Aquell any, Olson, Louris i Perlman, juntament amb Mike Russell, amic d'Olson i futur colaborador de l'Original Harmony Ridge Creekdippers, va ser reclutat pel Joe Henry com a part del grup que l'acompanyava en el seu àlbum "Short Man's Room" i el següent, publicat el 1993, "Kindness of the World".
El 1995 van anar a l'estudi a gravar Tomorrow the Green Grass, en la discogràfica American Recordings. La cançó principal Blue, va ser Top 40 al Canadà (fins a assolir la posició 33), però la producció havia estat molt cara i l'àlbum no va vendre tant com s'esperava en els EUA. Entre les cançons de l'àlbum hi ha "Miss Williams' Guitar", una cançó d'amor per a la cantant Victoria Williams, la parella en aquell moment d'Olson. El bateria, i també, cantant i compositor Tim O'Reagan es va unir al grup per la gira del 1995, en l'àlbum hi tocà Don Heffington.

### Anys d'entremig (1995-2004)
A finals del 1995, Olson va deixar el grup per passar més temps amb Williams, la seva parella. La banda va continuar gravant com a The Jayhawks, afegint Kraig Johnson a la guitarra. Johnson, també de Minneapolis, havia tocat a grups com Run Westy, Iffy i Golden Smog.
The Jayhawks va publicar Sound Of Lies el 1997 amb Louris component la gran part de les cançons. El resultat va ser una barreja de rock (els icònics Big Star), psicodèlic, acústic (com la cançó de la qual pren nom l'àlbum) o fins i tot alguns elements dub, apartant el grup dels seus orígens influenciats del country.
Smile (2000), produït per Bob Ezrin, va tenir una influència important de la música pop. El New York Times va valorar positivament l'àlbum, però no va tenir una difusió important, va esmentar la crítica "Què si fas un clàssic i a ningú li importa?". Grotberg va deixar el grup després de la gravació de l'àlbum i abans de començar la gira a causa del seu embaràs. La substituí Jen Gunderman. La cançó "I'm Gonna Make You Love Me" va aparèixer en un anunci de Ralph Lauren, també al segon volum de la banda sonora de Dawson's Creek Songs from Dawson's Creek Volume 2 i a la pel·lícula de 2001, All Over the Guy.
Rainy Day Music (2003), va ser un disc molt més minimalista, molt més acústic i vist com un retorn als seus orígens de country alternatiu ("Tailspin," "Stumbling Through the Dark", "You Look So Young"). La banda consistia en els membres fundadors Louris i Perlman, amb el bateria O'Reagan i el músic de gira Stephen McCarthy de Richmond, Virginia que també va tocar amb Johnny Jott, the Piedmont Surprise i va ser membre de Long Ryder. McCarthy va afegir el pedal steel, el lap steel, el banjo, la guitarra i els coros a l'àlbum i també als directes. Aquest repartiment va girar el 2003 i a l'inici del 2004, incloent-hi la primera aparença a Austin City Limits L'últim concert del grup va ser a València.
A més dels seus àlbums d'estudi, the Jayhawks van publicar Live from the Women's Club, un acústic del Louris, Perlman i O'Ragan del 2002. Es va vendre només als concerts com a "Official Jayhawks Bootleg", inclou la demo de la versió original de "I'm Gonna Make You Love Me" anomanda "Someone Will" i una versió de David Wiffenha "(Lost My) Driving Wheel", al principi popularitzada per Tom Rush. També van publicar una continuació "Live from the Women's Club 2", que conté la resta del concert, inclosa una versió de Tim Hardin "Reason to Believe" i una rendició de "Jennifer Save Me" des de Golden Smog, el supergrup de country alternatiu del qual Louris en va ser membre fundador (i al qual Perlman s'hi uní més tard).

### Pausa (2004–2009)

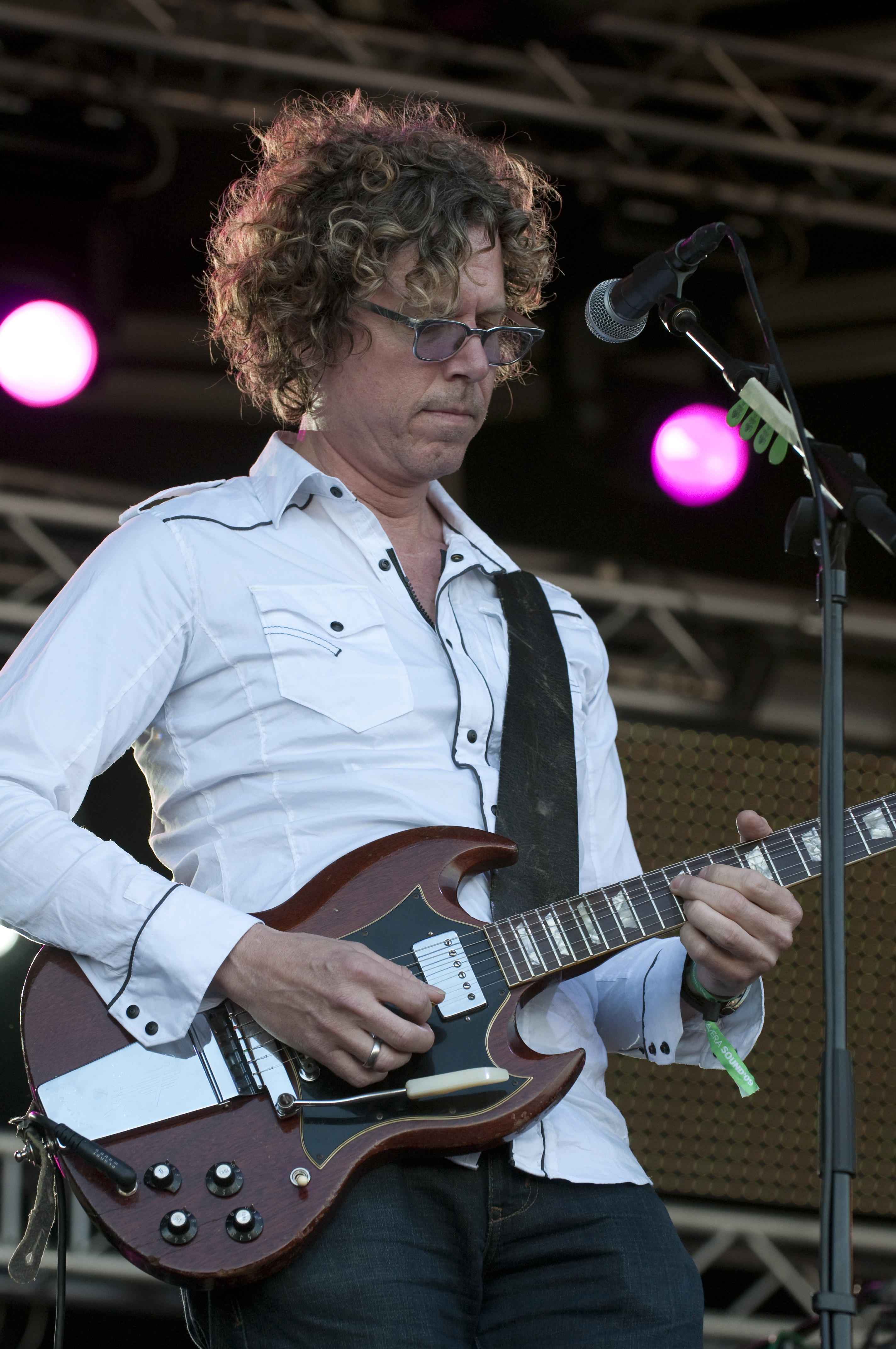
Gary Louris dels The Jayhawks el maig del 2009

Tots els membre de The Jayhawks van progressar en les seves carreres en solitari. Es considerava que el grup s'havia acabat i que no publicarien nova música aviat. Tanmateix, els membres del grup van mantenir el contacte i van girar junts en els seus altres projectes i es van retrobar en una ocasió. Olson i Louris van girar junts l'hivern del 2005 i la primavera del 2006 en un espectacle anomenat "From the Jayhawks: An Evening with Mark Olson & Gary Louris, Together Again" (Dels the Jayhawks: Un vespre amb Mark Olson & Gary Louris, junts de nou)
El setembre del 2008, el repartiment del 1995 (Louris, Olson, O'Reagan, Grotberg i Perlman) es van reunir de nou a l'Azkena, festival de rock de Vitoria-Gasteiz.
El gener del 2009, Olson i Louris van publicar un disc acústic, "Ready for the Flood".

### Aftermath (2009–present)

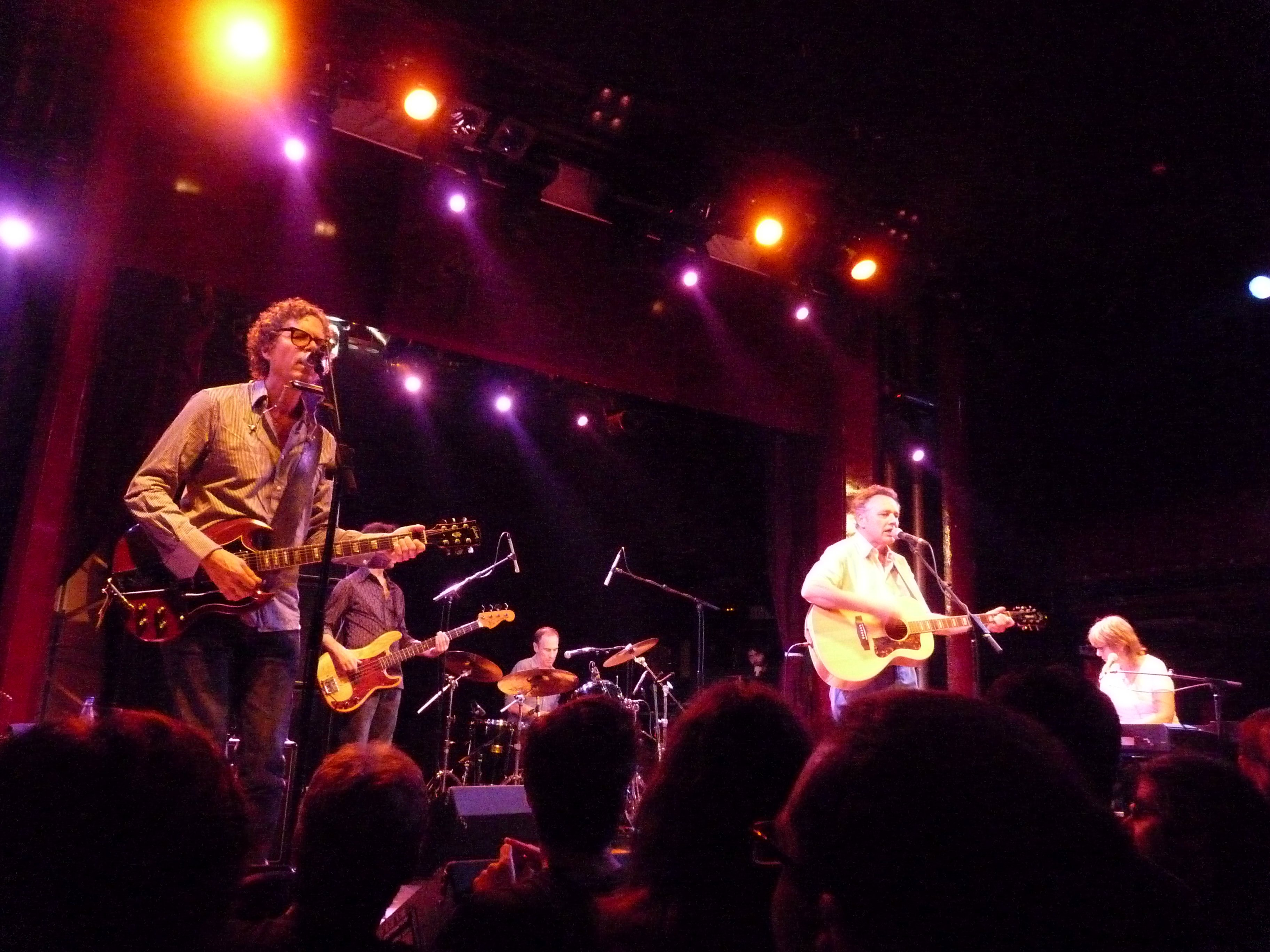
The Jayhawks el 2012

L'abril del 2009, Billboard va informar que la banda s'havia reunit. L'alineació de mitjans dels 90 va tocar 2 concerts aquell estiu; un al Primavera Sound a Barcelona, el 30 de maig i l'altre al Basilica Block Party a Minneapolis el 10 de juliol. El co-líder Louris va dir a Billboard que la reunió seria una cosa parcial: "Crec que el pla és que tocarem a festivals. L'any vinent esperem tocar a Bonnaroo i a llocs així. Veurem si augmenta des d'això"
El juliol del 2009, Sony i American Recordings van publicar Music from the North Country, The Jayhawks Anthology, un projecte supervisat per Louris. El disc estàndard conté les cançons més importants, mentre que la versió deluxe afegeix rares, cares B i material sense publicar, com també un DVD amb els videoclips del grup.
El 18 de maig de 2010, l'inicial The Jayhawks va ser remasteritzat digitalment i reeditat a Lost Highway Records. La reedició conté un llibret d'11 pàgines dissenyat per Olson. La tardor del 2010, el grup va tornar a l'estiu de gravació per treure nou disc a la primavera o principis d'estiu del 2011
El gener del 2011, Legacy Records va reeditar les edicions del col·leccionista de Hollywood Town Hall i Tomorrow the Green Grass, ambdues amb cançons que es van quedar fora i cares B. Tomorrow the Green Grass hi afegeix un segon disc, anomenat The Mystery Demos, amb cançons de 2 sessions de gravació amb Olson i Louris el 1992. Abans de la publicació d'aquest disc, moltes de les cançons que conté van ser regravades i publicades en discs relacionats als The Jayhawks, com al disc en solitari d'Olson, The Salvation Blues i a la col·laboració entre Olson i Louris Ready for the Flood. Per a celebrar la reedició d'aquests 2 discos, l'alineació Louris, Olson, Perlman, Grotberg, i O'Reagan van fer una mini-gira el gener del 2011 amb concerts a Toronto (18 de gener), Nova York (20 i 21 de gener), Filadèlfia (22 de gener), Chicago (27 i 28 de gener) i Minneapolis (29 de gener). Pel concert del 20 de gener a la sala Webster Hall a Nova York, el grup va tocar el disc Hollywood Town Hall sencer, seguit pel disc Tomorrow the Green Grass l'endemà.
El 2011, el grup es va reunir de nou i va gravar un nou disc d'estudi. El repartiment va consistir en Olson, Louris, Perlman, Grotberg, i O'Reagan. Louris va dir que "el nostre objectiu és fer el millor Jayhawks àlbum que mai s'hagi fet". Divuit cançons que van ser gravades, 16 d'elles noves, però només 12 es van publicar. L'àlbum, Mockingbird Time, va ser publicat el 20 de setembre. Des del 2009 al 2012, aquest repartiment va tocar més de 100 concerts a Nord Amèrica i Europa abans de tornar a parar la tardor del 2012.
El 2014 va haver-hi nova activitat del grup. La fase final de la reestrenar del material iniciat el 2009 es finalitzà l'estiu del 2014 (en CD o LP) dels 3 àlbums que es van fer després que Olson marxà el 1995: Sound of Lies (1997), Smile (2000) i Rainy Day Music (2003). Les reedicions contenen cançons extra i remasterització dels originals analògics per Vic Anesini. També es van editar reedicions especials en vinil. La majoria de l'alineació del 1997 (Louris, Perlman, O'Reagan, Grotberg i Johnson) va girar el 2014 i 2015 per a donar suport a la reestrena de les reedicions, centrant-se en el material dels anys 1997 fins al 2004, molt dels quals no s'havia tocat durant més d'una decada. El grup va publicar Live at the Belly-Up, només en format digital, el 7 d'abril del 2015.

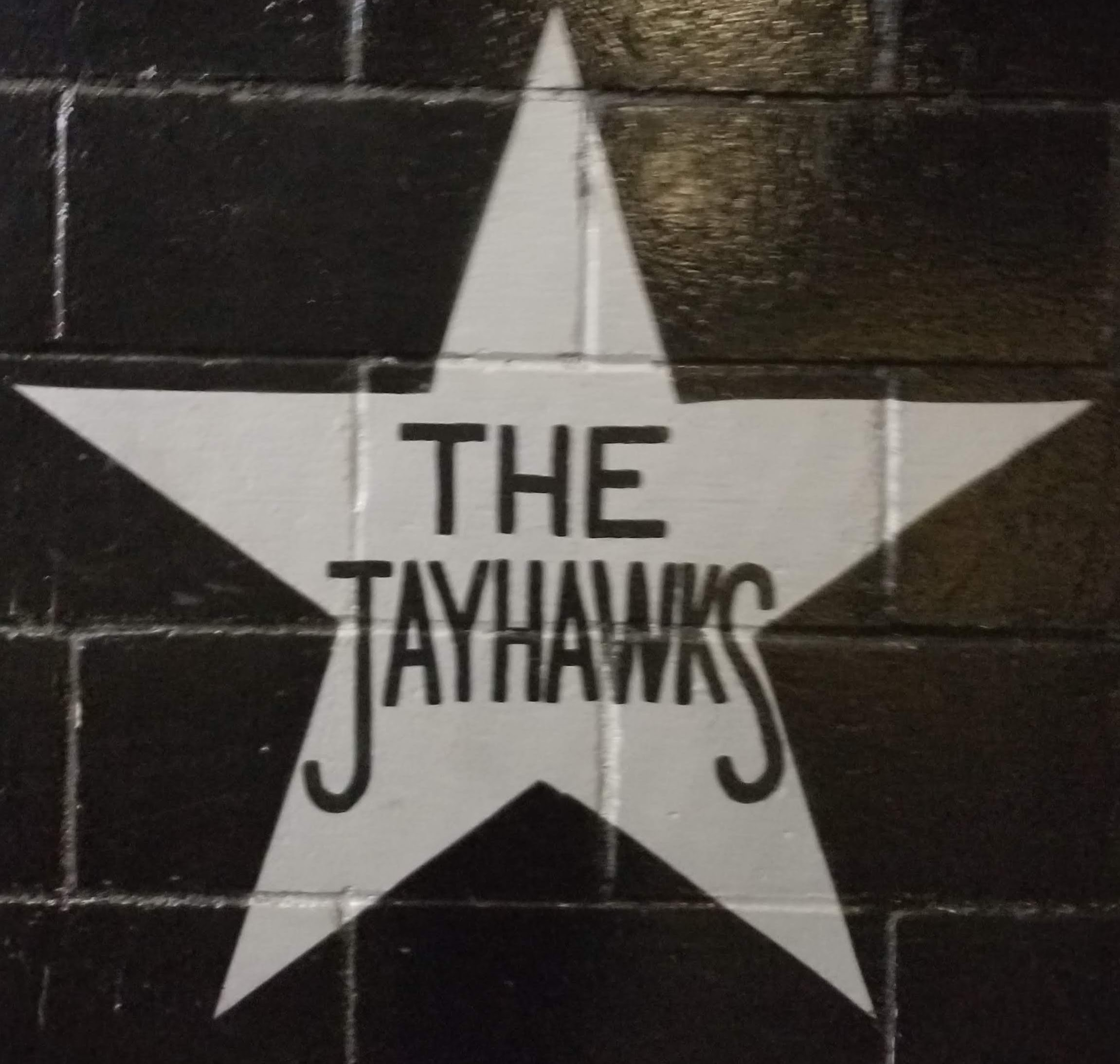
L'estrella dels The Jayhawks al mural exterior del club First Avenue de Minneapolis

La banda va anunciar el setembre del 2015 que estaven gravant un àlbum d'estudi amb l'alineació del 2014-2015. L'àlbum va ser gravat a Portland, Oregon, amb Peter Buck dels R.E.M. i Tucker Martine produint. El gener del 2016, van anunciar en el seu Tumblr que el seu nou disc es diria Paging Mr. Proust i va ser publicat el 29 d'abril de 2016 amb Thirty Tigers. Kraig Johnson va deixar el grup de nou abans de la publicació del disc. Jeff "Chet" Lyster es fa afegir com a músic de gira a la guitarra, pedal steel i en els cors a la gira del 2016.
El grup va col·laborar amb Ray Davies, anteriorment dels The Kinks, per un àlbum publicat l'abril del 2017 anomenat Americana, basat en les experiències de Davies als EUA.
The Jayhawks també van telonejar Wesley Stace en el seu àlbum del 2017 Wesley Stace's John Wesley Harding.
Norma Rogers, el bateria del grup des del 1984 al 1988, morí el 19 de febrer del 2018
El 2018, van telonejar Ray Davies de nou amb el seu àlbum Our Country - Americana Act II (publicat el juny del 2018) com també ells van publicar el seu propi àlbum Back Roads and Abandoned Motels. El grup també va gravar "What Would I Dreamer Do?" per la compilació Forever Words, posant les lletres de Johnny Cash a una cançó per primera vegada.
En 13 de juliol de 2018, els The Jayhawks van publicar Back Roads and Abandoned Motels amb Sony i amb un 5è membre, John Hackson, que va coproduir l'àlbum i que havia estat músic de gira en algunes dates des del 2014.
El grup ha estat honorat amb una estrella a l'exterior del club First Avenue a Minneapolis, reconeixent-los com a músics que han tocat concerts amb les entrades esgotades o que han demostrat una major contribució a la cultura d'aquest local icònic. Rebre una estrella "podria ser el més prestigiós honor públic que qualsevol artista pot rebre a Minneapolis" segons el periodista Steve Marsh.
El 2020, l'alineament més sòlid format per Louris, Perlman, O'Reagan i Grotberg, van publicar el nou àlbum, XOXO. El disc tenia composicions i veus principals de cada membre del grup. Altres membres que n'havien format part com John Jackson i Stephen McCarthy també van gravar en algunes cançons. El grup va aparèixer a CBS This Morning: Saturday, un programa matinal el 27 de juny de 2020. El grup va reprendre la gira el 2021 amb múltiples dates per la tardor del 2021 amb McCarthy en el repartiment per segon cop en els últims 17 anys.

## Discografia

### Àlbums d'estudi
- The Jayhawks (1986)
- Blue Earth (1989)
- Hollywood Town Hall (1992)
- Tomorrow the Green Grass (1995)
- Sound of Lies (1997)
- Smile (2000)
- Rainy Day Music (2003)
- Mockingbird Time (2011)
- Paging Mr. Proust (2016)
- Back Roads and Abandoned Motels (2018)
- XOXO (2020)